# Moblin (proyecto)
Moblin fue un proyecto de código abierto enfocado al desarrollo de software orientado a Dispositivos Móviles para conectividad a Internet (MIDs) y nuevas clases de dispositivos como netbooks y nettops. Intel puso en marcha el proyecto en julio de 2007 coincidiendo con el lanzamiento de la familia de procesadores Intel Atom en el Intel Developer Forum celebrado en Shanghái, El sistema estaba especialmente diseñado para trabajar en netbooks.
En abril de 2009 Intel traspasó Moblin a la Linux Foundation. El proyecto fue fusionado junto con la plataforma Maemo de Nokia en el proyecto MeeGo también hoy desaparecido.

## Componentes principales
- Moblin Image Creator (MIC): permite a los desarrolladores el crear un sistema Linux adaptado para un dispositivo.  Utilizando MIC, un desarrollador de una plataforma puede elegir qué componentes de Moblin quieren integrar en su dispositivo, construir el sistema, copiar todos los archivos necesarios a un pen drive USB y cargarlo en el dispositivo destino.
- Kernel: parches específicos de la plataforma al núcleo Linux y muchos otros drivers para dispositivos.
- UI Framework: interfaz gráfica y el framework subyacente basado en GTK, que utiliza el framework de aplicaciones Hildon.
- Política de gestión de energía: extiende y mejora las capacidades de gestión de energía existentes en Linux.
- Browser: el navegador Moblin es un navegador web basado en tecnologías Mozilla con una interfaz manejado con el dedo y con integración con el UI del MID.  El navegador Moblin soporta plugins como el Adobe Flash.
- Multimedia: sonido, vídeo y visualización de imágenes incluyendo los frameworks multimedia Helix o GStreamer.
- Linux Connection Manager: Conexiones a Internet que pueden ser ampliadas a través de plugins que soporten múltiples tecnologías inalámbricas o de cable.